# Recoil Glacier
Recoil Glacier är en glaciär i Antarktis. Den ligger i Östantarktis. Nya Zeeland gör anspråk på området. Recoil Glacier ligger 1 669 meter över havet.
Terrängen runt Recoil Glacier är kuperad österut, men västerut är den bergig. Trakten är obefolkad. Det finns inga samhällen i närheten.